# دررفتگی مفصل شانه
دررفتگی مفصل شانه (به انگلیسی: Shoulder Dislocation) موقعی اتفاق می‌افتد که در اثر ضربه وارد به بازو و کتف، عناصر نگهدارنده مفصل آسیب دیده و سر استخوان بازو از گودی-کاسه‌ای (Glenoid fossa)استخوان کتف خارج شود.

## تاریخچه
سابقه تشخیص و درمان دررفتگی شانه به ۳۰۰۰ سال قبل از میلاد می‌رسد. در مومیایی‌های مصر علائم دررفتگی و آثار درمان‌های اولیه آن یافته شده‌است. همچنین در نقاشی‌های آن دوره، درمان جا انداختن با روش کوخر* دیده می‌شود.
در یونان باستان، بقراط نیز علاوه بر روش‌های جا انداختن، درمان دررفتگی‌های مکرر را شرح داده است.

## آسیب‌شناسی تشریحی

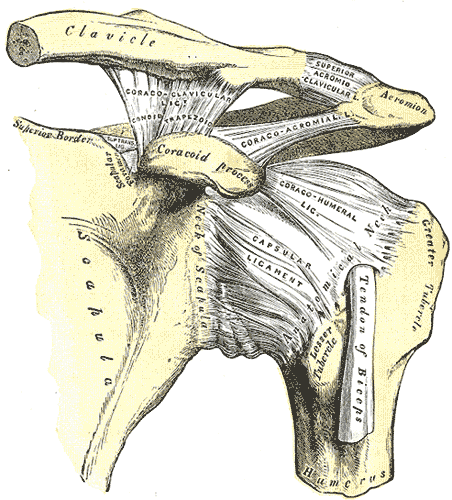
رباط‌ها و کپسول مفصل موجب پایداری مفصل هستند

استحکام و پایداری مفصل شانه بعلت وضعیت نعلبکی* شکل استخوان‌های تشکیل دهنده آن، بستگی زیادی به کپسول مفصلی و رباط‌های اطراف آن دارد. هرچند حلقه دور مفصلی* حفره استخوان کتف نیز در پایداری این مفصل نقش عمده‌ای دارد، اما هرگاه نیروهای وارد به آن که از طرف استخوان بازو اعمال می‌شود بیش از حد تحمل خواص فیزیکی این حلقه و بخصوص رباط‌ها باشد، پارگی آن‌ها باعث دررفتگی مفصل می‌گردد.

## همه‌گیرشناسی
مفصل شانه* یکی از شایعترین مفاصلی است که دچار دررفتگی می‌شود. برطبق آمار کشورهای مختلف شیوع آن ۱ الی ۱٫۷ درصد و وقوع ۱۱–۱۷ در هر ۱۰۰۰۰۰ نفردرسال می‌باشد. اکثراً زیز ۷۰ سال اتفاق افتاده و در دامنه سنی ۲۰ الی ۳۰ سال نسبت مرد به زن ۹ به یک است و در حدود سنی ۶۰–۸۰ سال به نسبت سه به یک است.

## علت
بیش از ۹۰ موارد علت دررفتگی، سقوط از بلندی یا تصادف جاده‌ای است. موارد نادری در برق گرفتگی یا تشنج‌های شدید دیده شده‌است.

## انواع
برحسب جابجایی سر استخوان بازو، در سه حالت دررفتگی به جلو، پشت و پائین اتفاق می‌افتد، در بیش از ۹۰٪ موارد دررفتگی به جلو* صورت می‌گیرد.

### دررفتگی قدامی
در این حالت بازو از بدن دور شده و دچار چرخش خارجی با محدودیت چرخش داخلی می‌شود. معمولاً در پی سوانح یا حرکات اختیاری می‌تواند ایجاد شود.

### دررفتگی خلفی
در این حالت بازو به بدن نزدیک شده و دچار چرخش داخلی با محدودیت چرخش خارجی می‌شود. این نوع دررفتگی معمولاً در حرکات ناخودآگاه شانه همچون تشنج و برق گرفتگی یا در حین مستی اتفاق می‌افتد.

## تشخیص

### علائم بالینی
علامت‌های عمده آن عبارتند از درد شدید در ناحیه شانه و بازو همراه با اسپاسم عضلات آن منطقه و محدودیت حرکتی در مفصل شانه. علائم دیگری نیز وجود دارند مثل از بین رفتن حالت گردی شانه که در نگاه دقیق می‌توان مشاهده کرد. بیمار بازو را در حالت ثابت چرخش به خارج* نگه داشته‌است. علاوه بر معاینه اندام مبتلا از نظر سطح حسی و حرکتی عضو و همچنین نبض‌های محیطی، بایستی معاینه عمومی بیمار ضربه دیده و تصادفی نیز انجام شود.

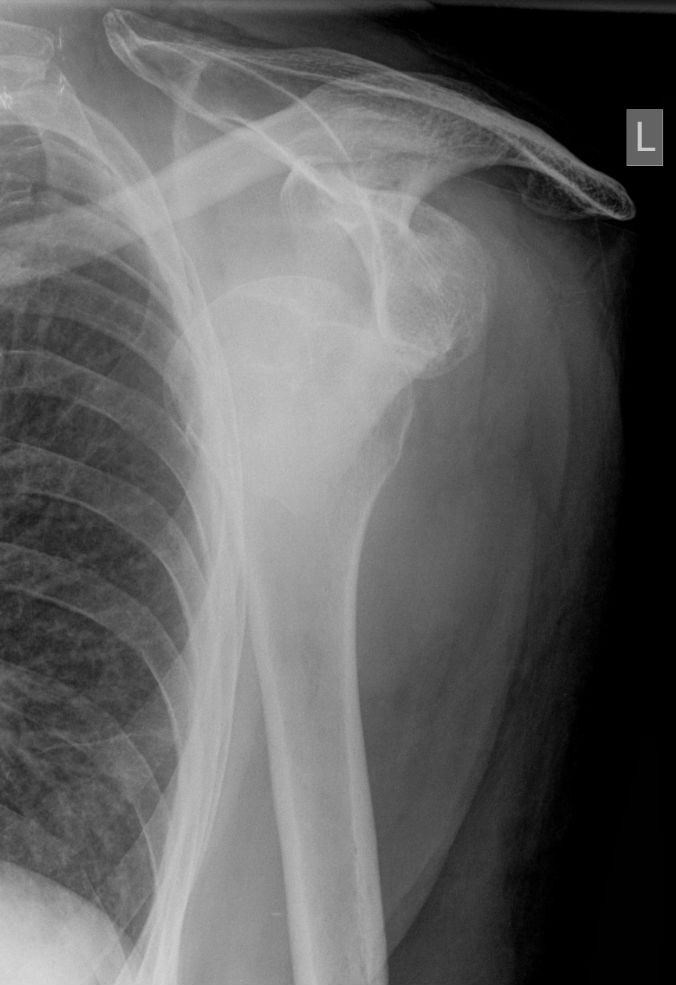
نمای Y نشان‌دهنده دررفتگی به جلو

### تصویربرداری
پرتونگاری برای تشخیص دررفتگی شانه لازم است و علاوه بر اینکه وجود دررفتگی را اثبات می‌کند شکستگی‌های احتمالی را نیز نشان می‌دهد. نمای روبرو و زیربغلی* از روش‌های معمول است و ممکنست نماهای دیگری نیز لازم شود. گاهی نیز لازم می‌آید برای موارد پیچیده از مقطع‌نگاری رایانه‌ای کمک گرفت.

## درمان

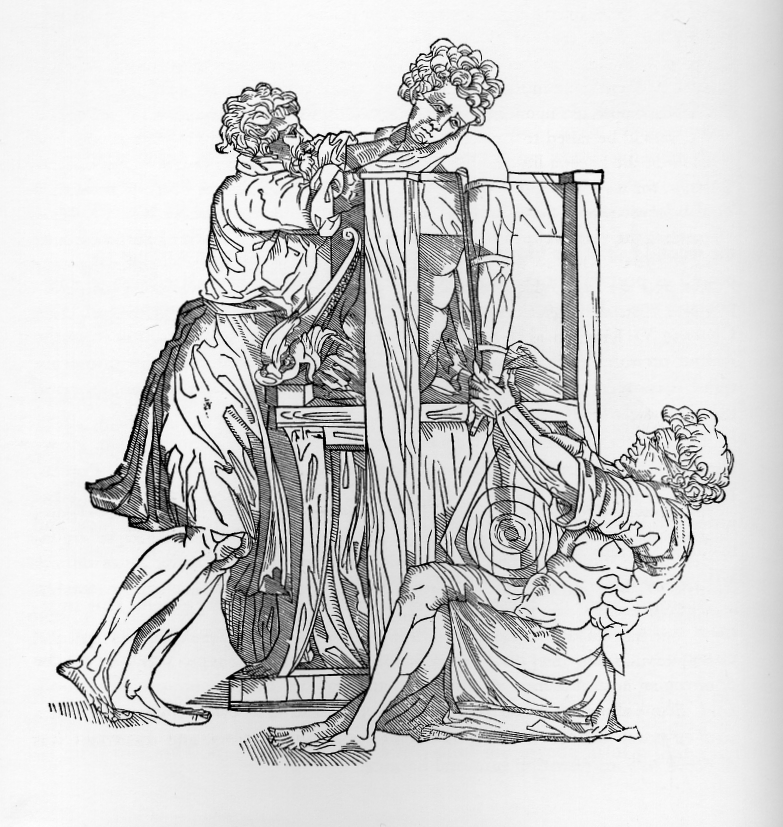
جا انداختن دررفتگی شانه با دستگاه بقراط در یونان باستان

ممکنست شانه دررفته را در محل حادثه خیلی راحت جا انداخت ولی پس از گذشت زمان اسپاسم عضلات اطراف مفصل این کار را سخت‌تر می‌کند و بیمار نیاز به هدایت به درمانگاه اورژانس دارد و برای جااندازی نیازمند تجویز مسکن و شل‌کننده عضلانی تحت نظارت پزشک دارد. روش‌های مختلفی برای جا انداختن دررفتگی شانه وجود دارد که برحسب تجربه و علاقه پزشک معالج متفاوت هستند. شایعترین روش‌های بکار رفته عبارتند از روش کوخر، روش سیمسون، روش بقراط و روش‌های دیگر. بعد از جااندازی لازم است پرتونگاری مجدد انجام شود تا از جا بودن مفصل اطمینان حاصل شود و نیز لازم است اندام فوقانی از نظر سلامت اعصاب محیطی و عروق معاینه گردد.
لازم است بعد از جااندازی بمدت سه هفته اندام فوقانی با بانداژ مخصوص بی‌حرکت گردد، هرچند بعضی از مطالعات بی‌حرکتی طولانی را تجویز نمی‌کنند.

### دررفتگی مکرر شانه
دررفتگی مکرر شانه وضعیتی است که پس از نخستین دررفتگی، مفصل شانه دچار بی‌ثباتی شده و به دفعات در فعالیت‌های عادی یا هنگام ورزش مجدداً از جای خود خارج می‌شود. این حالت بیشتر در جوانان و ورزشکارانی که حرکات پرتابی انجام می‌دهند مشاهده می‌گردد. علت اصلی دررفتگی مکرر، آسیب به ساختارهای نگهدارنده شانه مانند لابروم (ضایعه بانکارت) یا رباط‌ها است. تکرار دررفتگی می‌تواند به آسیب‌های ثانویه‌ای مانند ضایعه هیل‌ساکس منجر شود. مدیریت این مشکل بسته به شدت آن، شامل روش‌های غیرجراحی مانند فیزیوتراپی و تقویت عضلات، یا در موارد شدیدتر درمان جراحی است.

## عوارض
دررفتگی مفصل شانه ممکنست با عوارضی همراه شود. این عوارض گاه همراه با دررفتگی بوده و گاه از عوارض دیررس هستند. ازمهمترین این عوارض می‌توان به شکستگی‌های همراه دررفتگی اشاره کرد، این شکستگی‌ها می‌تواند در سر استخوان بازو یا در حفره مفصلی کتف باشند.
از عوارضی که می‌توانند در دررفتگی قدامی ایجاد شوند و معمولاً بعد از جا انداختن خود را نشان دهند می‌توان به کندگی حلقه غضروفی دور مفصلی اشاره کرد این عارضه را ضایعه بانکارت* می‌نامند. همین‌طور چال افتادگی و کندگی خلفی سر استخوان بازو که به نام ضایعه هیل-ساکس* نامیده می‌شود. این ضایعات می‌توانند در نهایت به عارضه مهمتری از عوارض دیررس دررفتگی شانه یعنی دررفتگی مکرر شانه منجر شوند.
دررفتگی مفصل شانه همچنین ممکن است عصب یا شریان آگزیلاری را آسیب بزند. همچنین احتمال آسیب به براکیال پلکسوس وجود دارد.